# Stadtmauer von Nanjing

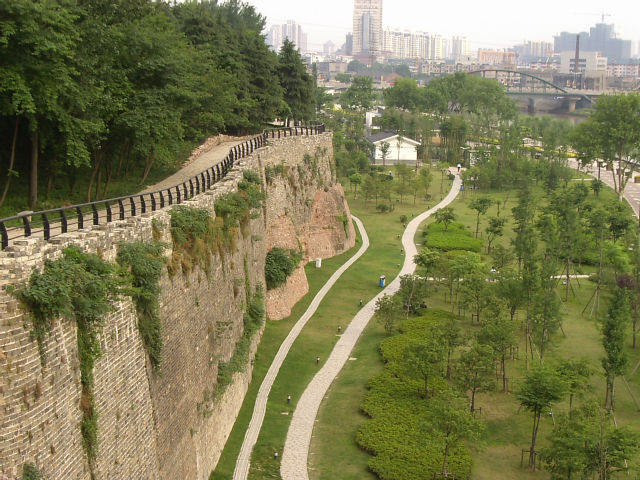
Stadtmauer

Die Stadtmauer von Nanjing (南京市城墙, Nanjing chengqiang) wurde in den Jahren 1366 bis 1386 unter der Herrschaft des ersten Ming-Kaisers Zhu Yuanzhang errichtet und gilt mit ihren ursprünglich über 35 Kilometern Länge heute als die längste erhaltene Stadtmauer der Welt.

## Verlauf
Anders als die Stadtmauern von Peking oder Xi’an, die klassisch rechtwinklig angelegt waren, folgte die Nanjinger Mauer der Topographie der Stadt. Im Nordwesten reichte sie bis kurz vor das Ufer des Jangtse und schloss den Löwenhügel ein, im Nordosten führte sie am Ufer des Xuanwu-Sees entlang, stieß im Osten an die Ausläufer des Goldpurpurberges, und folgte von dort nach Süden dem Verlauf einer älteren schon bestehenden Stadtmauer. 
Anfangs waren 13 Stadttore vorgesehen, bis zum Ende der Qing-Dynastie 1911 wurden es 18, später wurden weitere Tore eingefügt oder Mauerteile durchbrochen. Die Stadtmauer war Teil eines Systems von vier Mauerringen, die (1) den Kaiserpalast, (2) die Kaiserstadt (3) die Stadt Nanjing (4) das Umland verteidigen sollten. Dieser Aufbau wurde später in Peking imitiert („Verbotene Stadt“), als nachfolgende Ming-Kaiser die Hauptstadt in den Norden verlegten. Von den übrigen drei Mauern Nanjings sind nur noch einzelne Überreste vorhanden, ihr Verlauf ist aber in der Anlage der Stadt bis heute erkennbar.

## Museum
Das Nanjing Stadtmauermuseum widmet sich der Geschichte und dem Erhalt der Stadtmauer von Nanjing.